# Style romantique national

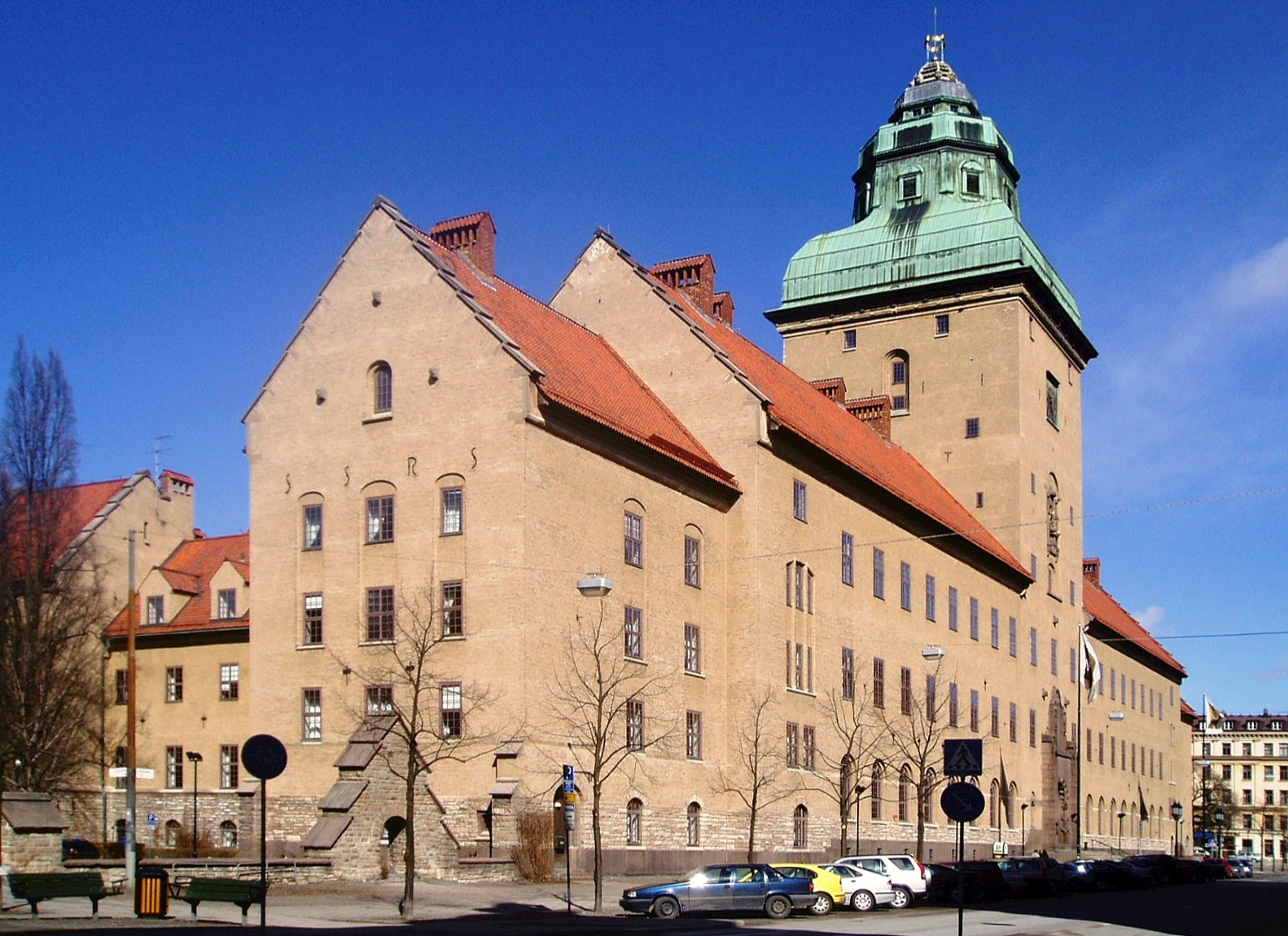
Le palais de justice de Stockholm.

Le style romantique national, appelé aussi Modern style nordique, est un style architectural des pays nordiques et de la région de Saint-Pétersbourg, manifestation de la mouvance nationaliste romantique du XIXe et XXe siècles.

## Fondements
Les concepteurs s'appuient sur des références médiévales, voire préhistoriques, pour élaborer un style adapté à leur peuple.
Ce style peut être considéré comme une réaction contre l'industrialisation et une expression d'un certain nationalisme du Nord qui a réveillé l'intérêt pour les Eddas ou les Sagas.
À l'opposé de certains courants nostalgiques du style néogothique, l'architecture de style romantisme national exprime des vues sociales et des idéaux politiques progressistes à travers le renouveau de l'architecture.

## Exemples d'architecture du romantisme national
- Le musée Röhss, Carl Westman (1916)
- Le palais de justice de Stockholm, Carl Westman (1909-1915)
- L'hôtel de ville de Stockholm, Ragnar Östberg (1911-1923)
- Le théâtre national finlandais, Onni Tarjanne (1902)
- Le musée national de Finlande, Gesellius-Lindgren-Saarinen (1905-1910)
- La gare centrale d'Helsinki, Eliel Saarinen (1904-1919)
- Tarvaspää, la maison du peintre finlandais Akseli Gallen-Kallela, construite par lui-même (1911-1913)
- Katajanokka, Helsinki
- Immeuble Tolstoï (Fredrik Lidvall) au 15-17 rue Rubinstein à Saint-Pétersbourg (1910-1912)
- Banque de l'Azov et du Don (Fredrik Lidvall), rue Bolchaïa Morskaïa à Saint-Pétersbourg
- Ainola, la maison de Jean Sibelius.
- Église de Sainte Thérèse de l'Enfant-Jésus de Barcelone (ca) (1932)

## Illustrations

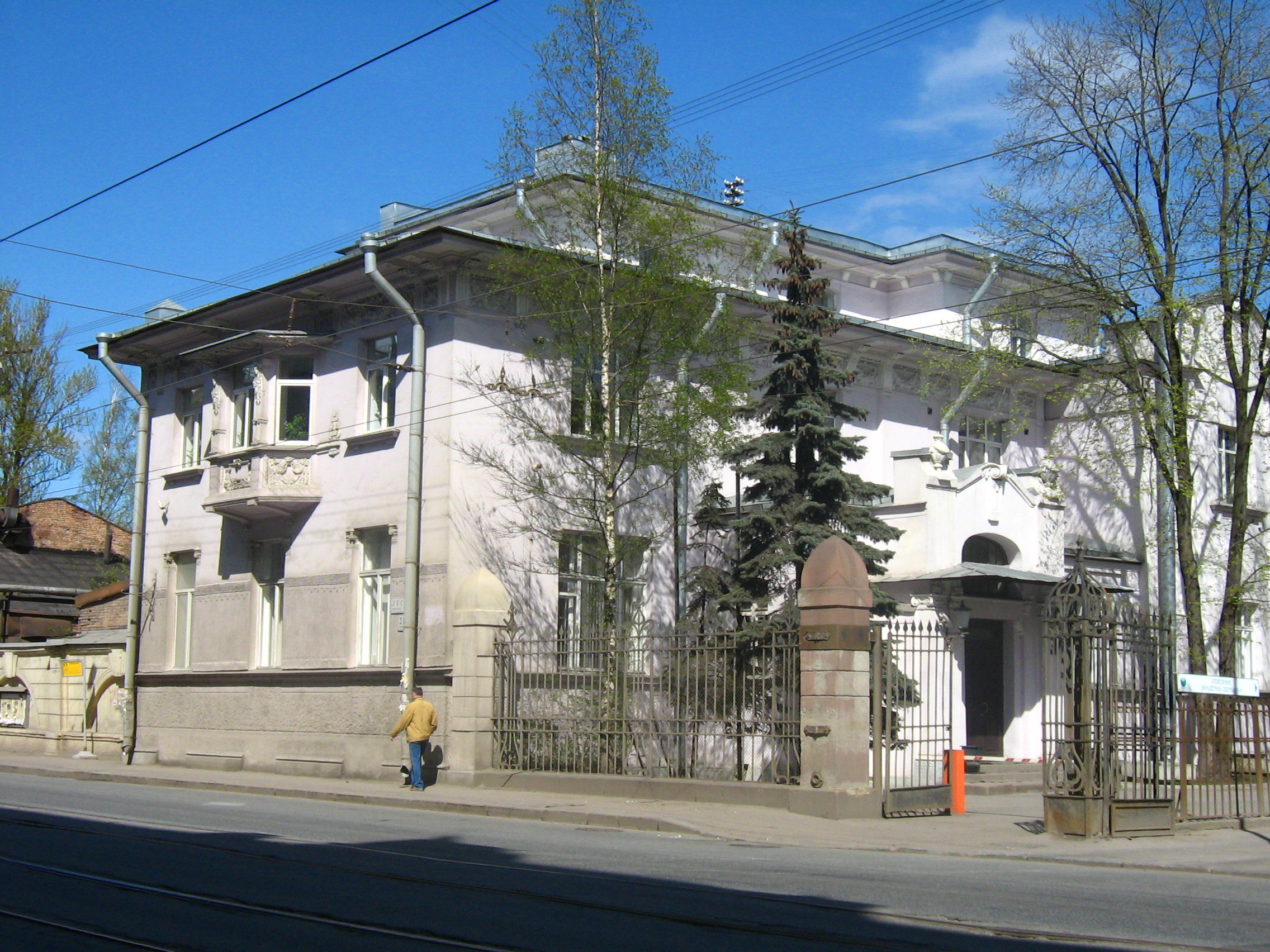
Hôtel Nobel, avenue Lesnoy à Saint-Pétersbourg.
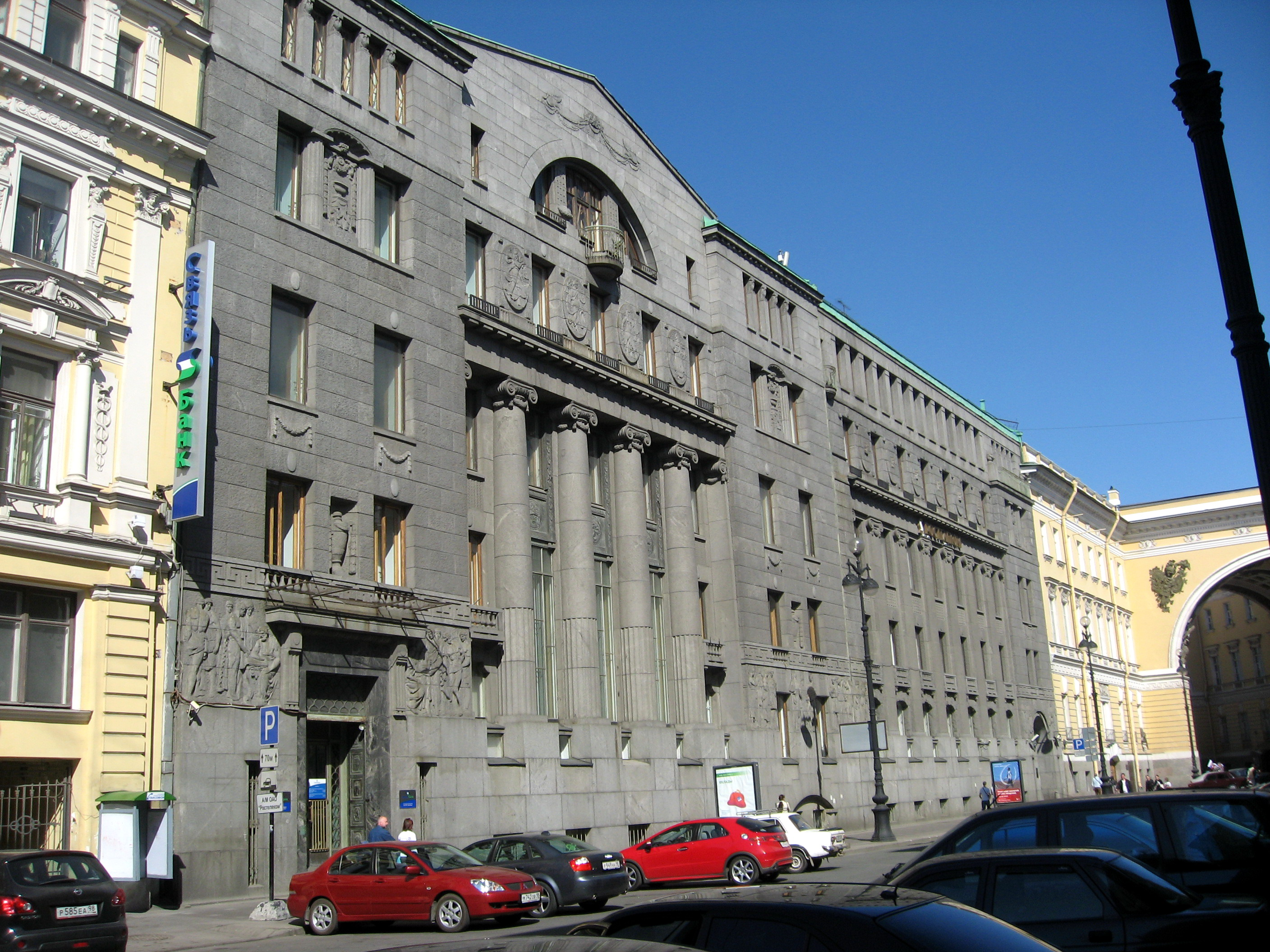
Ancienne banque de l'Azov et du Don à Saint-Pétersbourg.
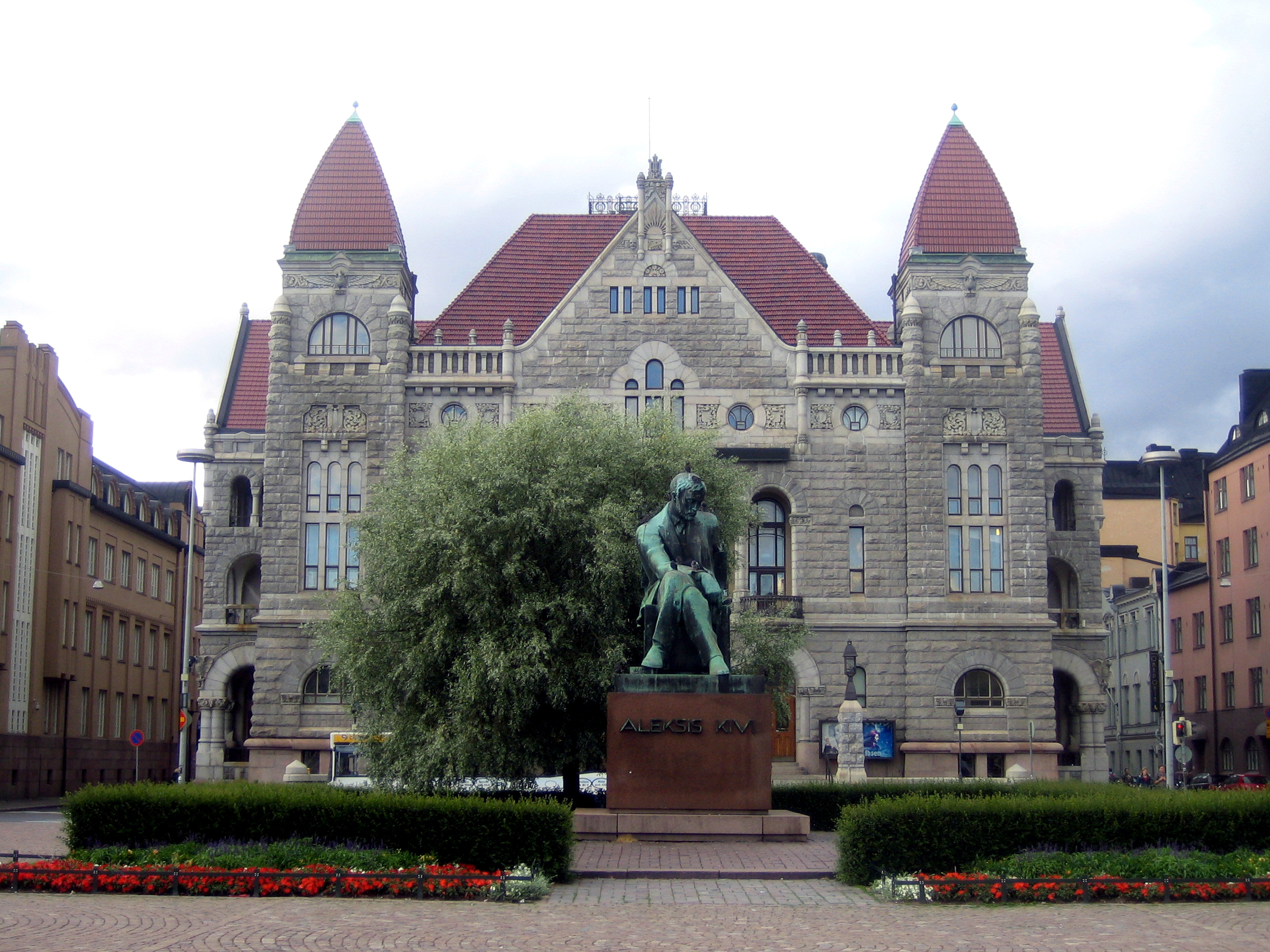
Le Théâtre national de Finlande.
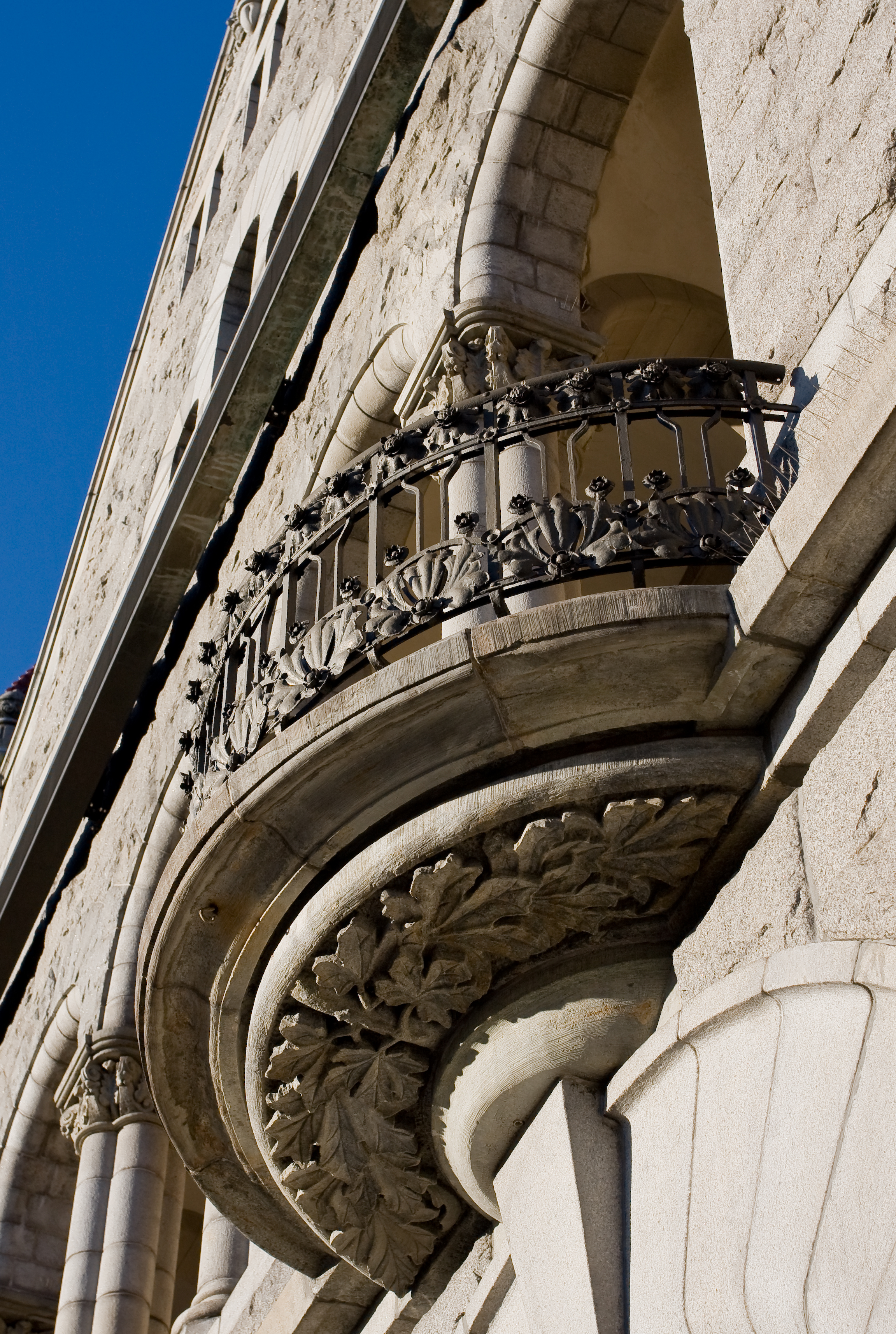
Détail de la façade du  Théâtre national de Finlande.
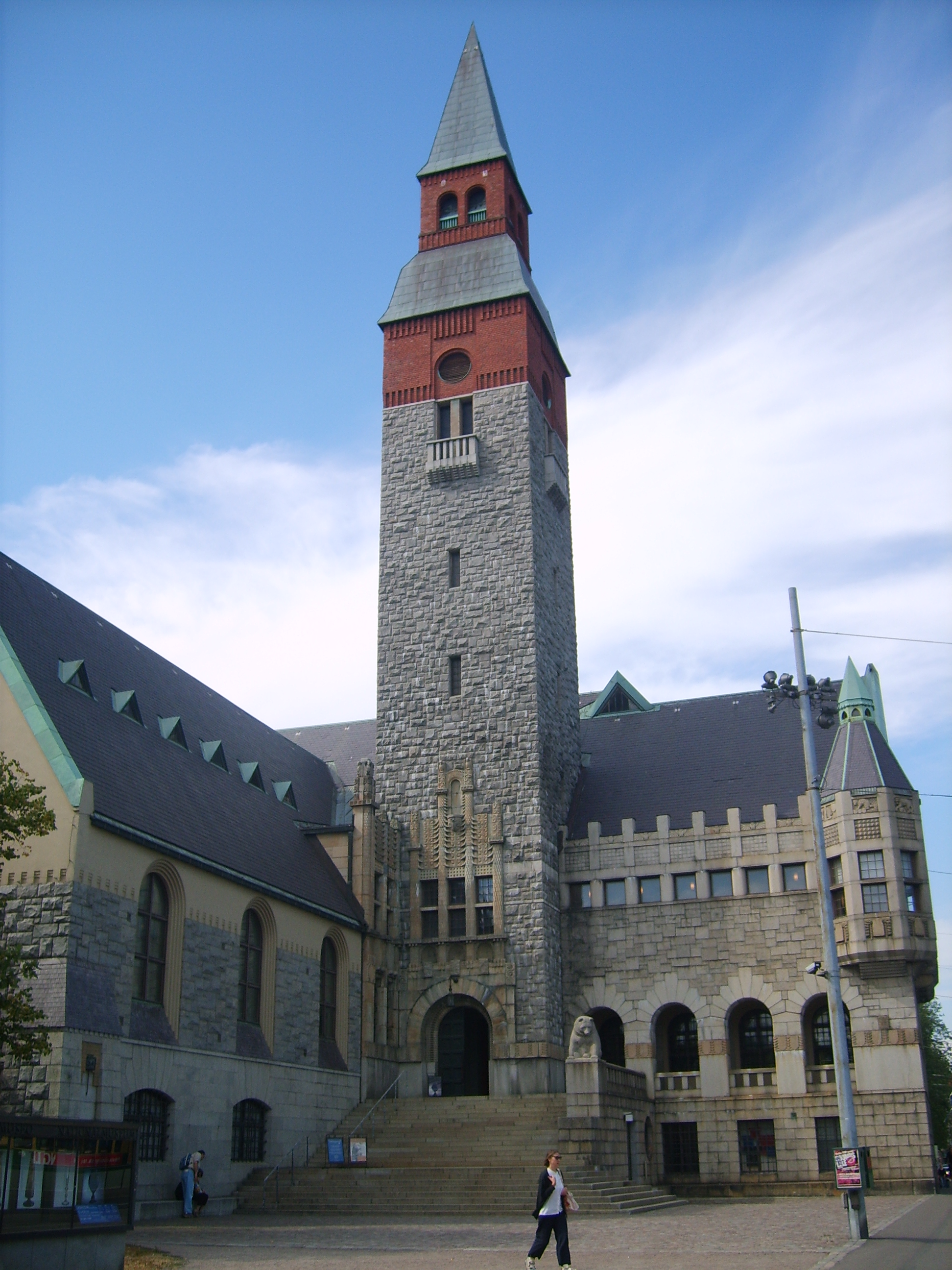
Le musée national de Finlande.

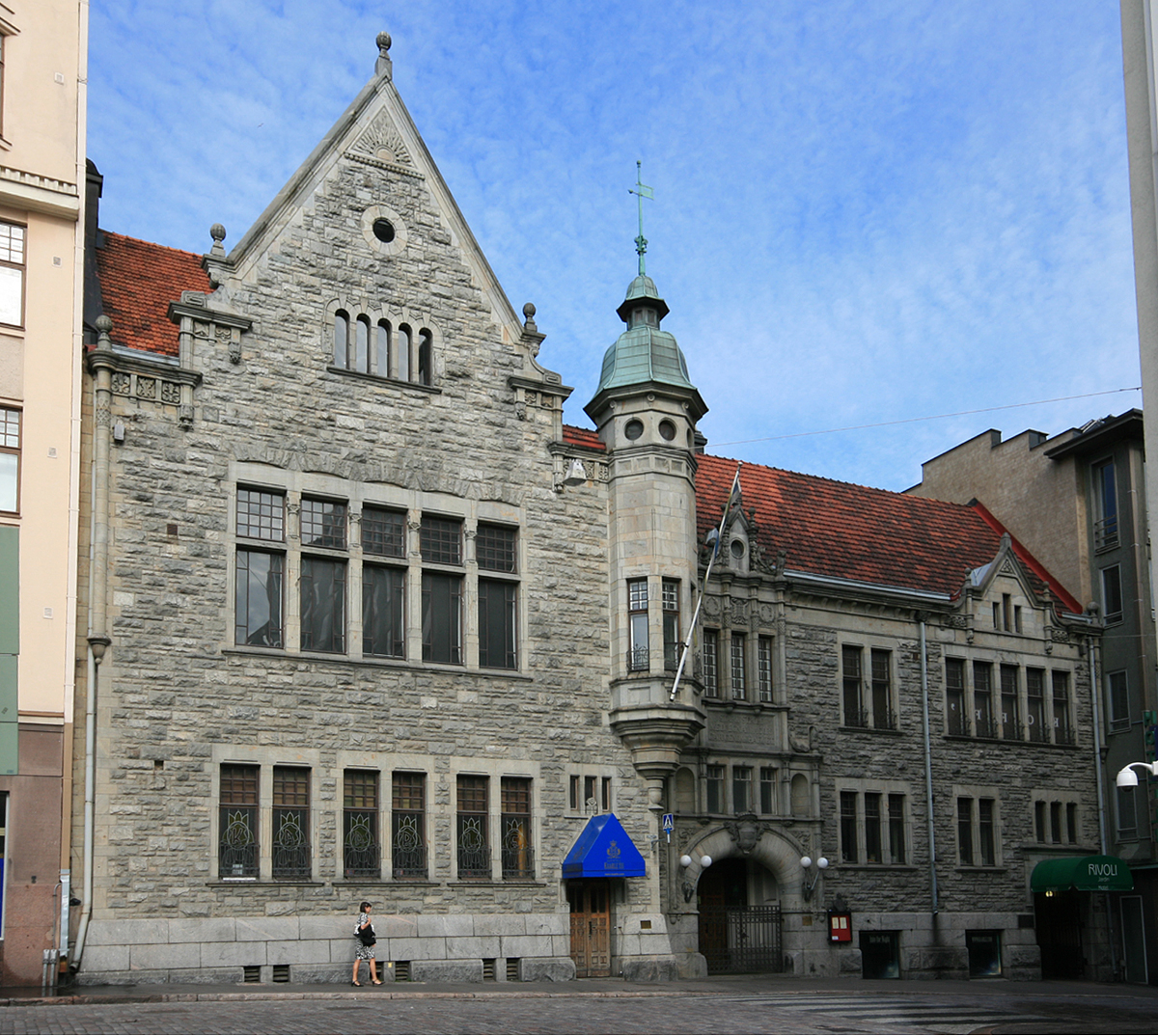
Nylands Nation, Helsinki.
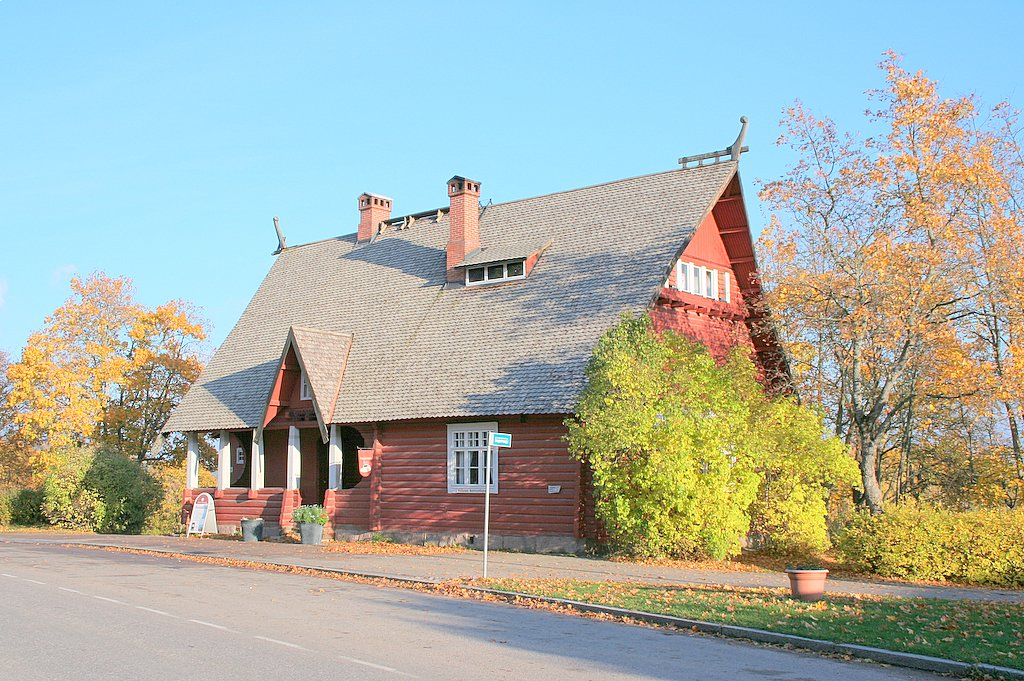
Mairie de Hollola.
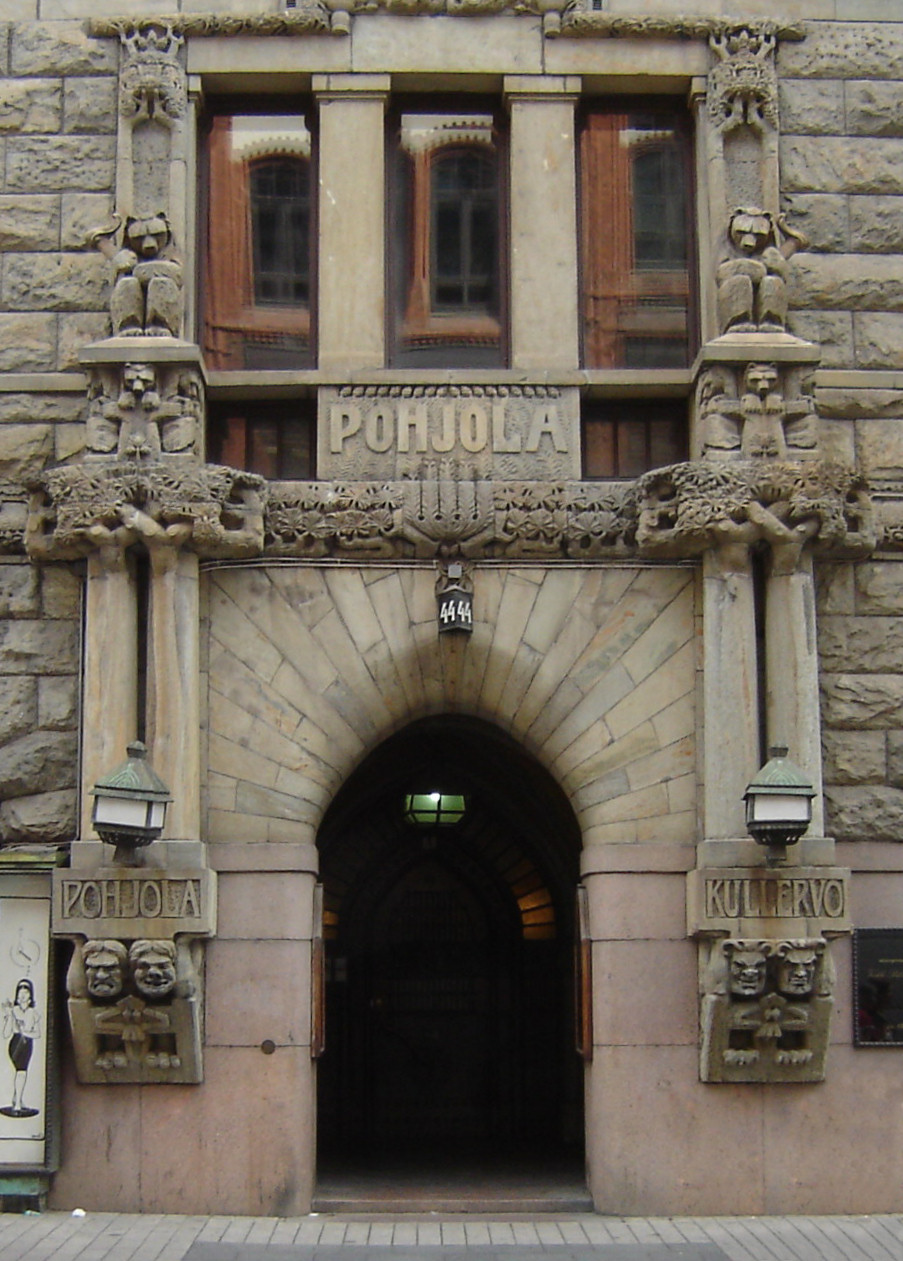
La façade du bâtiment Pohjola.
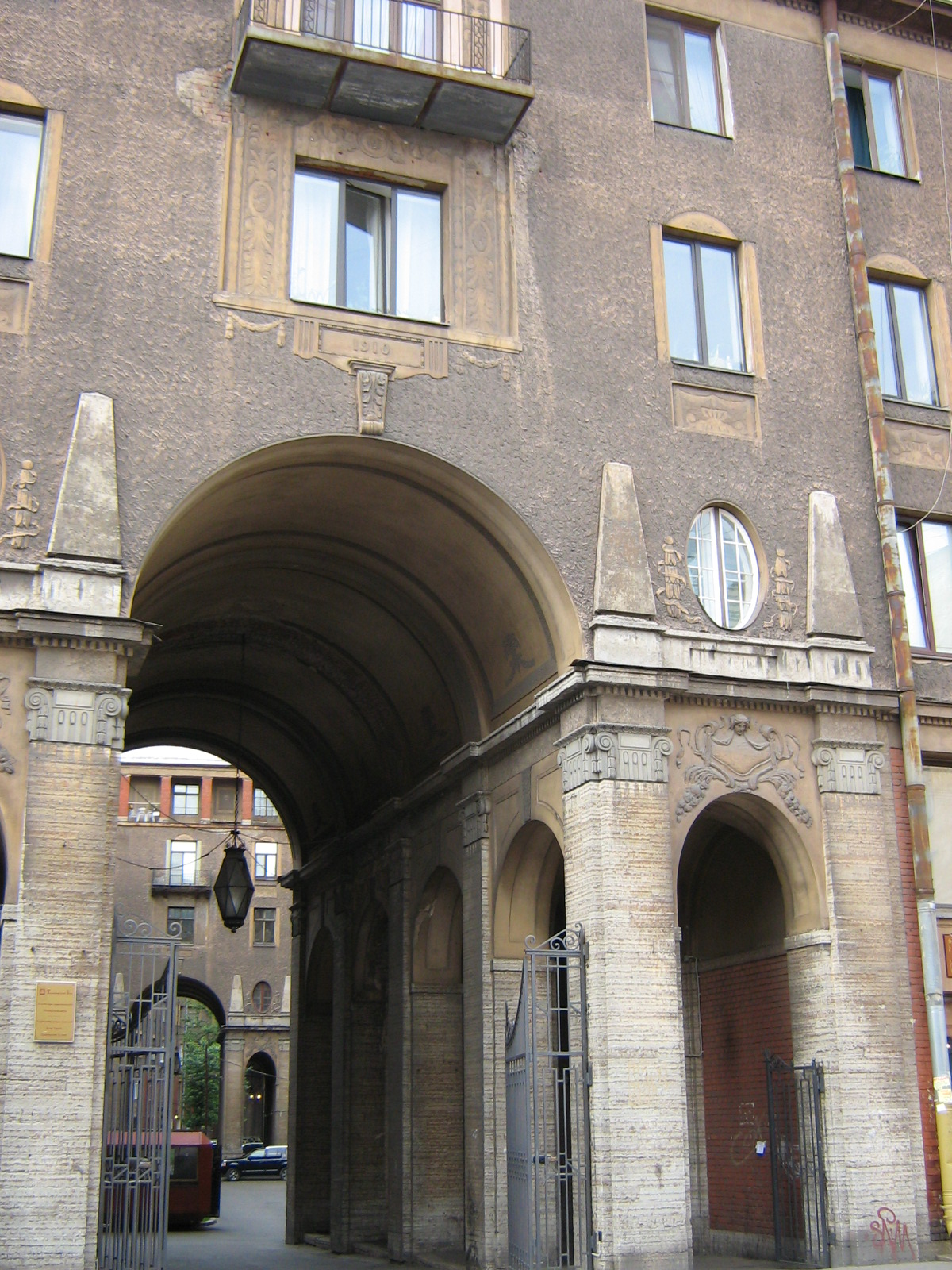
l'immeuble Tolstoï, Saint-Pétersbourg.
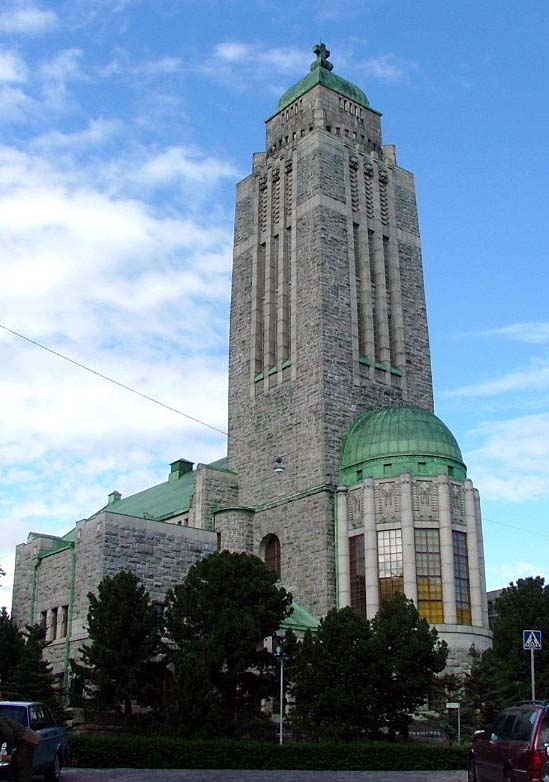
L'église du Kallio, Helsinki.

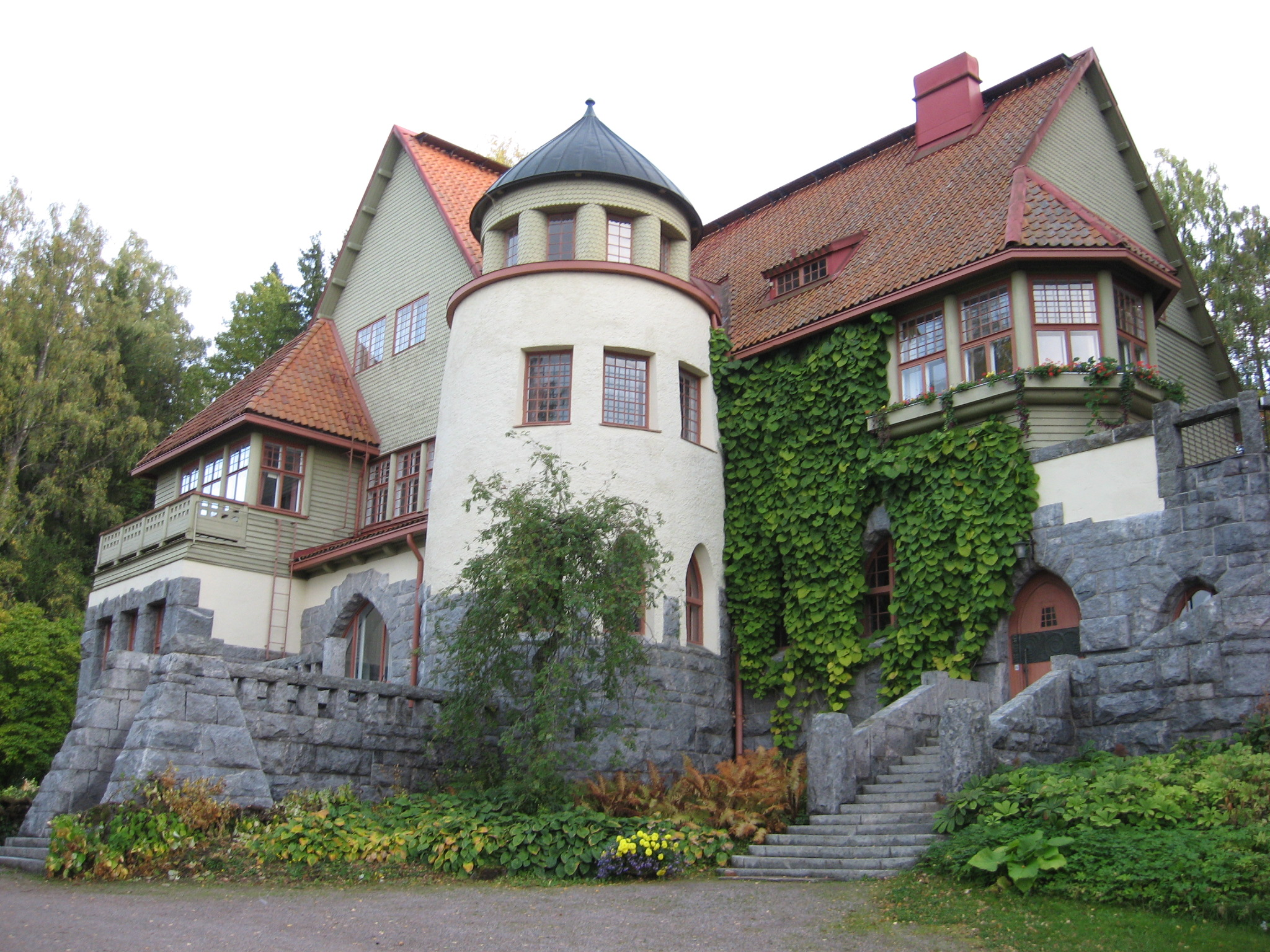
Hvittorp (proche de Kirkkonummi).
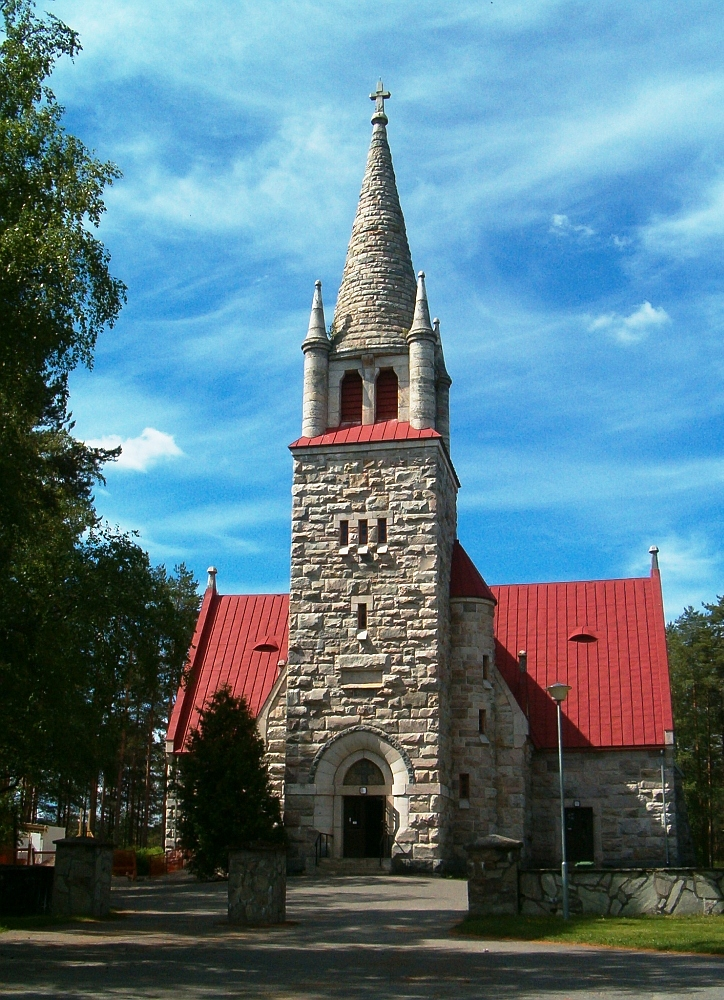
L'église de Nilsiä.
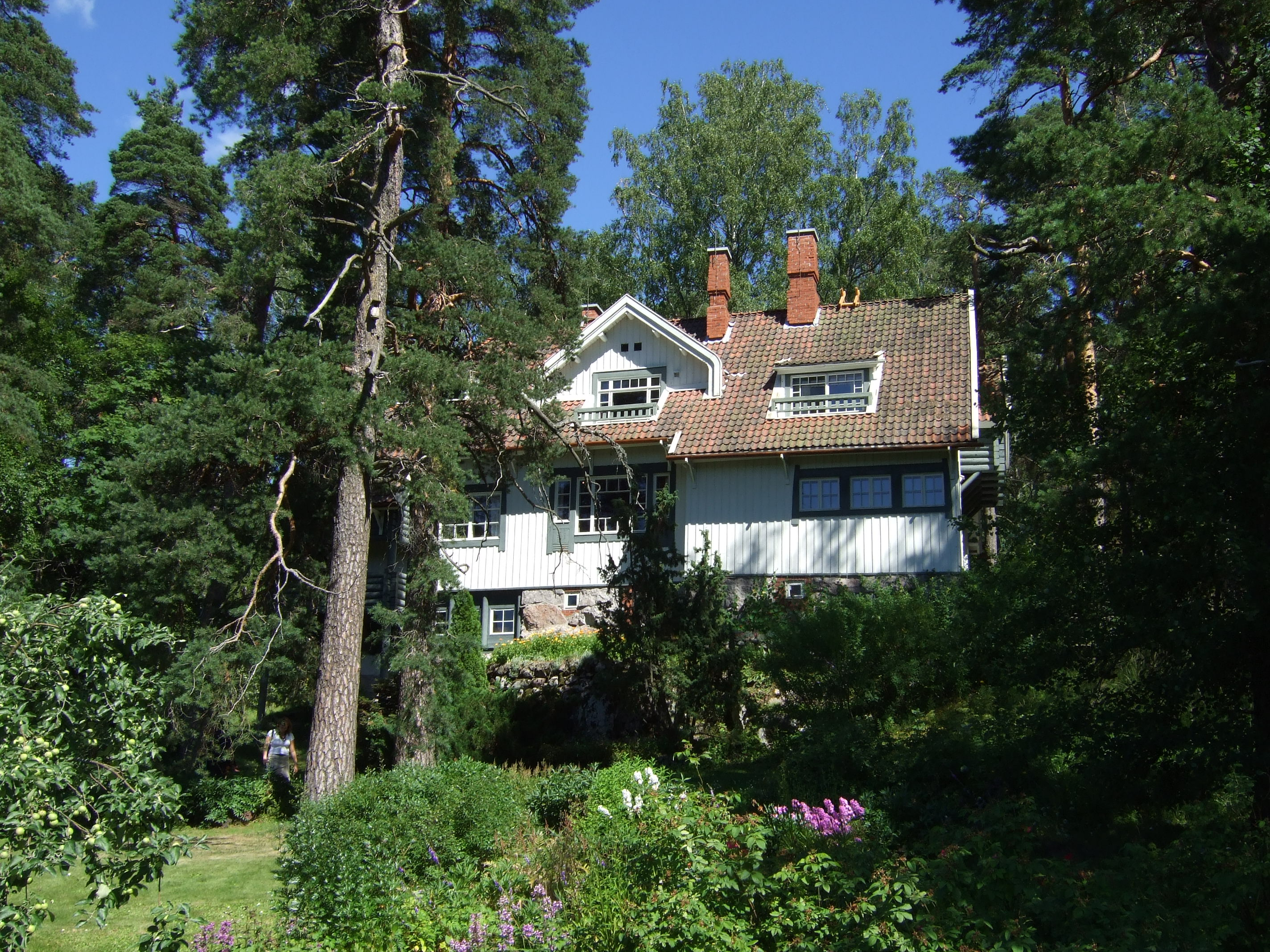
Ainola, la maison de Jean Sibelius.
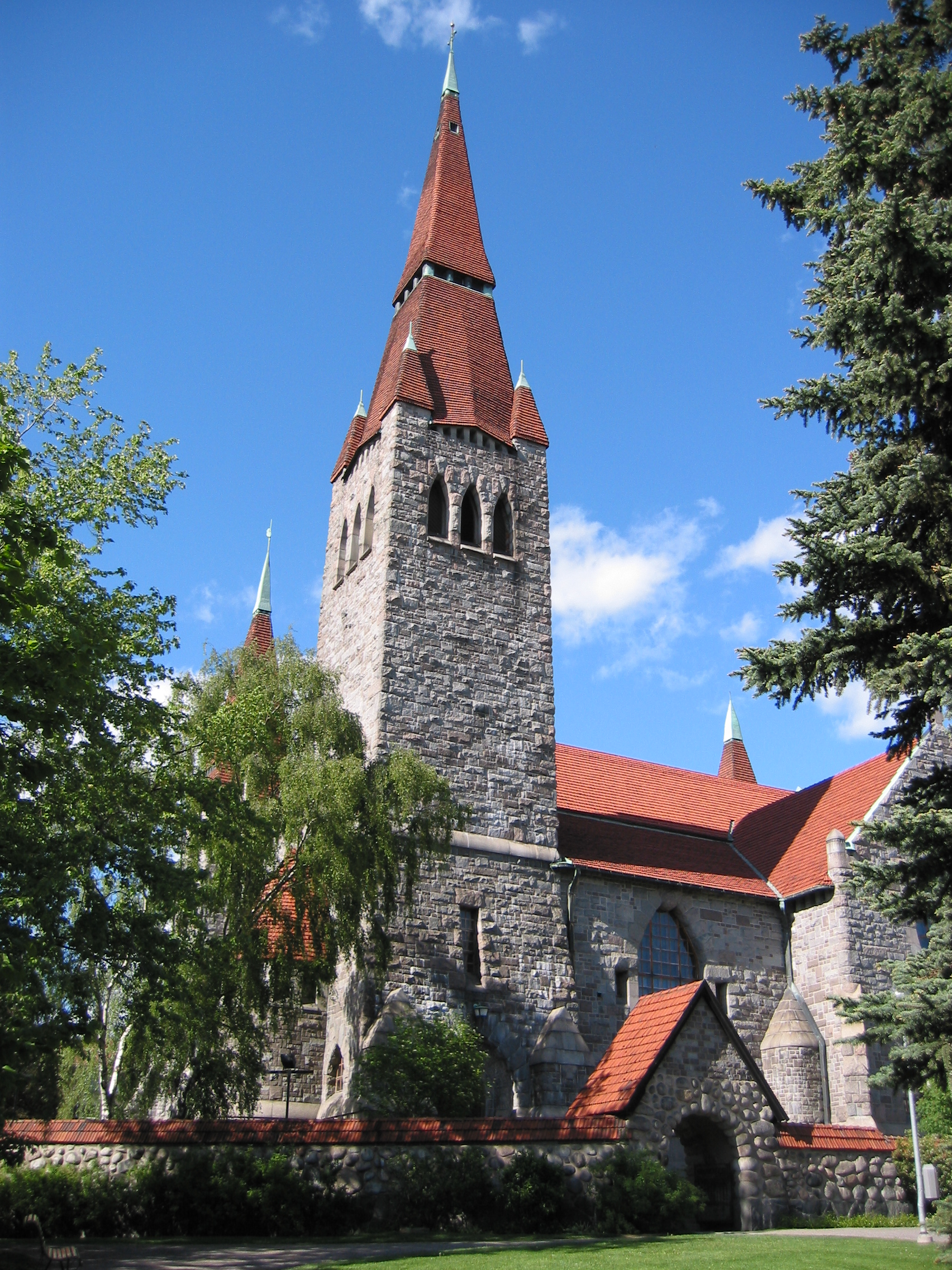
La cathédrale de Tampere.